# Венесуельська криза

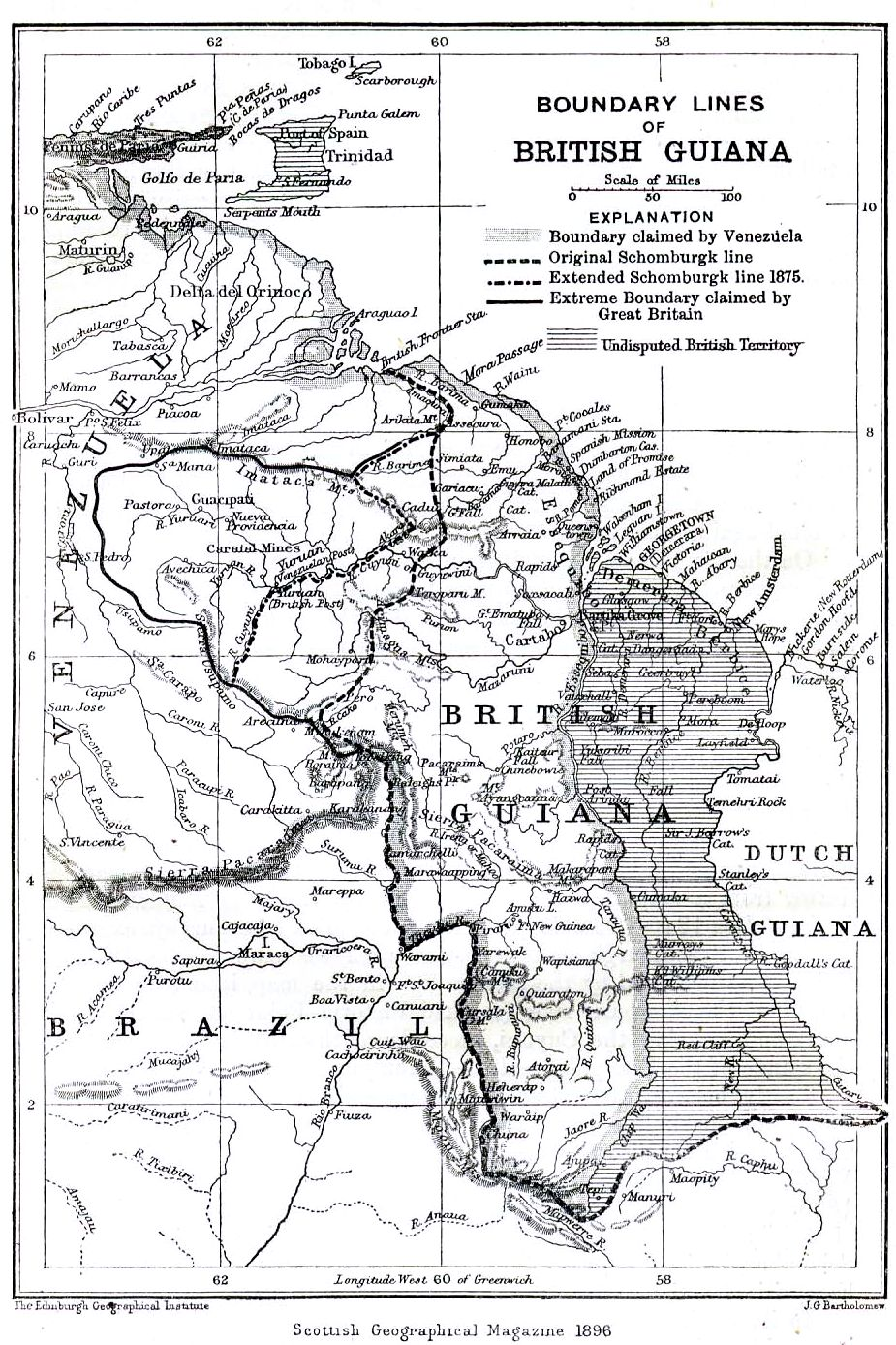
Кордони Британської Гвіани станом на 1896 рік

Венесуельська криза 1895 року — конфлікт, що відбувся через давні суперечки Венесуели з Великою Британією стосовно територій Есекібо та Гвіанського Есекібо, які Британія оголосила частиною Британської Гвіани. Паризька конвенція 1898 року вирішила питання на користь Британії, й у 1899 році більшість спірних територій відійшла до Британської Гвіани.
Британці скористалися внутрішньою нестабільністю нових незалежних держав Латинської Америки і в 1831 зайняли периферійні землі колишньої Великої Колумбії, які становлять до 70% території сучасної Гаяни (решта 30% в 1803 були відібрані у Голландії). Суперечка Венесуели за кордоном офіційно почалася 1841 року, коли уряд Венесуели протестував проти британського зазіхання на венесуельські території. В 1814 за Віденським договором, Велика Британія придбала британську Гвіану (нині Гаяна) за договором з Нідерландами. Оскільки договір не визначає західний кордон, британці в експлуатації інспектора та натураліста Роберта Шомбургка окреслили цей кордон. Його дослідження 1835 року призвели до того, що стало відомо як Шомбургські кордони ефективно отримали додаткові 30 000 миль за Гвіаною. У 1841 році Венесуела заперечує британське розмежування, стверджуючи, територіальне визначення меж, встановлених під час їхньої незалежності від Іспанії. Венесуела стверджувала що її межі розширені на схід, як ефективні претензії Венесуели включити до свого складу багату на природні копалини більшу частину території рівної (5/8) території Гаяни.
Коли золото було виявлено на спірній території, Велика Британія прагнула й надалі розширювати свою присутність, стверджуючи, додаткові 33000 миля на захід від лінії, Шомбурзької області, де було виявлено золото. В 1876 Венесуела протестувала, розірвала дипломатичні відносини з Великою Британією, і звернулась до США за допомогою, пославшись на доктрину Монро як виправдання для участі США. Протягом наступних 19 років Венесуела неодноразово клопотала допомоги США, закликаючи його як північного сусіда втрутитися із силою чи спонсорувати арбітраж із прикордонними суперечками. Сполучені Штати відповіли, висловивши стурбованість, але мало що зробили, щоб полегшити їх долю.
У 1895 році, посилаючись на доктрину Монро, новопризначений державний секретар США Річард Олні відправив записку прем'єр-міністру Великої Британії та міністру закордонних справ лорду Солсбері, вимагаючи британського представника в арбітражі з прикордонного спору. Солсбері відповів, що Доктрина Монро не має жодної юридичної сили, як міжнародне право. Сполучені Штати виявили цю відповідь неприйнятною, а в грудні 1895 року, президент Гровер Клівленд попросив Конгрес дозволу призначити комісію з прикордонної суперечки. Конгрес вжив міру одноголосно і розмови про війну з Великою Британією почали циркулювати в американській пресі.
Велика Британія, під тиском Англо-бурської війни в Південній Африці та управління імперією, яка охопила всю земну кулю, не може дозволити собі ще одного конфлікту. Уряд лорда Солсбері подав суперечку на розгляд американської комісії з прикордонної суперечки і не сказав нічого про доктрину Монро. Венесуела ентузіазмом в арбітражі впевнена, що комісія вирішуватиме на користь Венесуели.
Проте, коли комісія нарешті винесла рішення до 3 жовтня 1899 року, він ухвалив, що кордон слідуватиме Шомбурзької лінії. Незважаючи на це і відмови від більш екстравагантних претензій Великої Британії, комісія з прикордонної суперечки зберегла в 1835 делімітацію кордону. Розчаровані венесуельці тихо ратифікували висновки комісії. Набагато більшого значення, інцидент англо-венесуельської прикордонної суперечки стверджував виводячи вперше назовні, більш американську зовнішню політику, зокрема, у Західній півкулі. На міжнародному цей інцидент і дав повідомлення про ознаменування США як нової світової держави.
1981 року президент Венесуели Луїс Еррера Кампінс оголосив, що Венесуела не буде продовжувати дію договору, після чого відносини знову загострилися. Уряд Гаяни звинувачував Венесуелу у зосередженні військ у районі спільного кордону з метою вторгнутися до їхньої країни. Уряд Венесуели спростував це звинувачення, заявивши, що її війська просто брали участь у регулярних навчаннях. Наступні події у вигляді аргентинського вторгнення на Фолклендські острови в 1982 році і вторгнення Сполучених Штатів у Гренаду були піддані різкій критиці з боку Гаяни, яка побоювалася, що цим прикладам піде Венесуела, щоб вирішити свої територіальні питання силою.
Наприкінці 1980-х років відносини між країнами покращилися, а 1990 року Венесуела підтримала вступ Гаяни до ОАД. Хоча територіальне питання досі залишається невирішеним, для Гаяни минула безпосередня загроза венесуельського вторгнення.